# Коста Геров
Костадин Атанасов Геров (Косто Антикаря) е български зограф и учител, гравьор на печати – глиптика.

## Художествена и просветна дейност
Роден е през 1831 г. в Самоков. Син е на бояджия на шаяци от Самоков. Учи при Иван Иконописец от образописовия род. Работи с Никола Образописов като негов пръв помощник. Изписва стенописи и икони в редица църкви и манастири – Бельовата църква в село Чуйпетлово (1865), Габренски манастир (1867), село Кралев дол (1867), село Доспей (1868), село Студена (1869), Люлинския манастир (1877), село Попово (1880), икони в Кладнишкия манастир (1883), църквата Успение Богородично в село Трекляно (1888), село Църква (1892 – 1893), Бобошево (1888), село Радуил (1897).
Учител е в селата Студена – (1874 – 1877, 1879, 1881 – 1884), Попово (1880) и Кладница (1885). Изявява се и като деец за църковна независимост.
Умира на 28 август 1905 г. в Самоков.

## Семейство
- Димитър Атанасов Геров (1815 – 1904) – роден в Самоков, зограф и гравьор на печати-глиптика. Дарител на Бельовата църква в 1867 г. Посещаван от Георги Бенковски през 1876 година.[1]
- Николай Димитъров Геров (Антикаров) – роден в Самоков, учи за офицер в Пловдив – през 1876 г. Бенковски иска от него да му препоръча верни на делото хора в Самоков. Капитан от 1886 г., майор в Тринадесети пехотен рилски полк. В периода 1888 – 1890 г. е ротмистър и ковчежник на Първи конен полк. Награден е с кръст „За независимост“ през 1909 година.